# Mihály Korhut
Mihály Korhut (ur. 1 grudnia 1988 w Miszkolcu) – węgierski piłkarz grający na pozycji lewego obrońcy. Od 2019 jest zawodnikiem klubu Aris.

## Kariera klubowa
Swoją karierę piłkarską Korhut rozpoczął w klubie Monor. Trenował też w juniorach Létavértes i Debreceni VSC. W 2008 roku awansował do kadry zespołu rezerw Debreceni. W sezonie 2008/2009 zadebiutował w jego barwach w rozgrywkach trzeciej ligi węgierskiej. W 2009 roku stał się także członkiem pierwszego zespołu Debreceni VSC. Zadebiutował w nim 1 sierpnia 2009 w wygranym 2:0 domowym meczu z Lombardem Pápa. W sezonie 2009/2010 wywalczył swoje pierwsze mistrzostwo Węgier i zdobył swój Puchar Węgier.
W sezonie 2010/2011 Korhut został na pół roku wypożyczony do Kaposvári Rákóczi FC. Swój debiut w nim zanotował 12 marca 2011 w wygranym 3:0 domowym meczu z BFC Siófok.
Latem 2011 Korhut wrócił do Debreceni VSC. W sezonach 2011/2012 i 2013/2014 wywalczył mistrzostwo Węgier. Zdobył też dwa puchary kraju w sezonach 2011/2012 i 2012/2013.
W 2016 roku Korhut przeszedł do izraelskiego klubu Hapoel Beer Szewa. Zadebiutował w nim 25 września 2016 w wygranym 3:0 wyjazdowym meczu z Bnei Jehuda Tel Awiw.
| Sezon   | Klub                 | Kraj  | Rozgrywki | Mecze | Bramki |
| ------- | -------------------- | ----- | --------- | ----- | ------ |
| 2008/09 | Debreceni VSC II     | Węgry | NB III    | 29    | 1      |
| 2009/10 | Debreceni VSC        | Węgry | NB I      | 2     | 0      |
| 2009/10 | Debreceni VSC II     | Węgry | NB III    | 26    | 2      |
| 2010/11 | Debreceni VSC        | Węgry | NB I      | 1     | 0      |
| 2010/11 | Debreceni VSC II     | Węgry | NB III    | 14    | 1      |
| 2010/11 | Kaposvári Rákóczi FC | Węgry | NB I      | 10    | 0      |
| 2011/12 | Debreceni VSC        | Węgry | NB I      | 29    | 1      |
| 2012/13 | Debreceni VSC        | Węgry | NB I      | 26    | 1      |
| 2013/14 | Debreceni VSC        | Węgry | NB I      | 28    | 2      |
| 2014/15 | Debreceni VSC        | Węgry | NB I      | 28    | 0      |
| 2015/16 | Debreceni VSC        | Węgry | NB I      | 31    | 2      |
| 2016/17 | Debreceni VSC        | Węgry | NB I      | 6     | 1      |

## Kariera reprezentacyjna
W reprezentacji Węgier Korhut zadebiutował 22 maja 2014 roku w zremisowanym 2:2 towarzyskim meczu z Danią, rozegranym w Debreczynie.